# Puch
Puch ( [pʊχ] ?) er et produktionsfirma i Graz i Østrig. Selskabet blev stiftet i 1889 af Johan Puch og producerede  biler, cykler, knallerter og motorcykler. I 1934 blev de en del af gruppen Steyr-Daimler-Puch, som igen delte sig op i slut 1980'erne. Motorcykeldelen og - knallertdelen af firmaet blev solgt til Piaggio, som bl.a. producerer Vespa scooteren. Steyr-Puch, der bygger samme køretøj til firehjulstrækker og dele til disse, eksisterer sammen med Piaggio-afdelingen.
Kendte Puch-produkter i Danmark er cyklerne, samt knallerterne: Maxi, VZ, VS, MS, Monza, Pionier, mv. der var populære sent i 1960'erne og frem til start i 1990'erne.
Varemærket Puch for cykler blev købt af Dansk Supermarked[kilde mangler]
Knallert-modeller solgt på det danske marked:
- Puch MS, originalt en model fra Italien.
- Puch VS
- Puch R50
- Puch VZ50, som også udkom som Puch VZ50 Flagskib - 3 gearet herreknallert, flagskibs modellen var mere udstyret.
- Puch Maxi P, modellen der kom før K, P står for pedal.
- Puch Maxi 2 gear, modellen med to gear.
- Puch Maxi K, modellen der kom efter Maxi P, K står for kickstart.
- Puch Grand Prix/Monza, findes fra 2 til 6 gear (opkaldt efter racerbanen).
- Puch Maxi KL, Kickstart Luksus
- Puch Maxi KSL, Kickstart "Super" Luksus
- Puch Mini Max.
- Puch Pioneer
- Puch Maxi II plus
- Puch Imola, 4 gear (opkaldt efter racerbanen).
- Puch Daytona, 6 gear (opkaldt efter racerbanen).
- Puch Cobra, 80 cm³ motorcykel med 6 gear.

- Wikimedia Commons har flere filer relateret til Puch